# Mario Villanueva Madrid
Mario Ernesto Villanueva Madrid (Chetumal, Quintana Roo; 2 de julio de 1948) es un político e ingeniero agrónomo mexicano. Fue gobernador de Quintana Roo entre 1993 y 1999.

## Carrera profesional y política
Mario Villanueva es Ingeniero Agrónomo egresado de la Universidad Autónoma de Chihuahua y realizó estudios en la Escuela Superior de Agricultura Hermanos Escobar, de Ciudad Juárez, Chihuahua (1963-1968).
En 1990 fue elegido presidente municipal de Benito Juárez, con cabecera en la ciudad de Cancún, tras ejercer como presidente municipal por un año, en 1991 fue postulado por su partido  y electo como senador por Quintana Roo. Es así que por su destacada carrera el Partido Revolucionario Institucional decidió postularlo  como candidato a Gobernador de Quintana Roo y electo en 1993. Estas elecciones fueron muy concurridas y es así que Mario Villanueva alcanza la victoria con el apoyo del 93% de los Quintanarroenses.

## Gobernador de Quintana Roo

### Creación del Octavo Municipio Solidaridad
Durante su gobierno se dio gran impulso al desarrollo turístico de la Riviera Maya, formada por diversas localidades situadas al sur de Cancún y alrededor de Playa del Carmen. En consecuencia, en 1993 creó el nuevo Municipio de Solidaridad, con cabecera en Playa del Carmen. Mario Villanueva fue un gobernador muy popular entre la población de Quintana Roo, a diferencia de su antecesor y su sucesor, debido en mayor parte a que nunca se le acusó de desvío de recursos públicos y sus programas de ayuda social.

### Sucesión en el estado y enfrentamiento con Ernesto Zedillo
Sus problemas legales comenzaron con el enfrentamiento con el nuevo gobierno de México que encabezaba Ernesto Zedillo, sobre todo hacia el final de su gobierno, cuando los problemas sucesorios lo distanciarion seriamente de dos secretarios generales de su partido, el PRI, Carlos Rojas Gutiérrez y Esteban Moctezuma, además del entonces Secretario de Gobernación Francisco Labastida Ochoa. Villanueva trató de imponer como su sucesor al entonces Senador Jorge Polanco Zapata, que había sido su secretario general de Gobierno, pero en el PRI nacional tanto Rojas como Moctezuma bloquearon cualquier posibilidad de registrar a Polanco como precandidato e impulsaron a la diputada Addy Joaquín Coldwell, perteneciente a una influyente familia política y económica del estado. Para evitar el triunfo de Addy en la elección interna del partido, Viillanueva finalmente apoyó a Joaquín Hendricks Díaz, con el que no tenía una buena relación a pesar de ser parte de su gabinete[cita requerida].

## Acusaciones de narcotráfico y detención
Tras las elecciones, los medios de comunicación nacionales comenzaron a presentar pruebas que involucraban a Villanueva con el narcotráfico, señalando que daba facilidades para el transporte de droga de Colombia a Estados Unidos a través de Quintana Roo. Él siempre negó los cargos, pero desde el Gobierno Federal se iniciarion investigaciones que llegaron incluso al envío del entonces Subprocurador Mariano Herrán Salvati a interrogar a Villanueva al Palacio de Gobierno de Chetumal. Durante el interrogatorio, partidarios de Villanueva organizaron una manifestación de apoyo frente al Palacio de Gobierno[cita requerida]. 
Ante las supuestas pruebas encontradas, todo hacía suponer la detención de Villanueva en el momento en que entregara el cargo de Gobernador, en el que perdía la inmunidad procesal del cargo. Esto ocurriría el 5 de abril de 1999. Finalmente, Villanueva desapareció dos días antes, llegando incluso a estar ausente en la ceremonia de transmisión de mando a Joaquín Hendricks Díaz. Permaneció prófugo de la justicia varios años, hasta finalmente ser capturado en el poblado de Alfredo V. Bonfil, donde transitaba en una camioneta Pick Up de color gris propiedad de Manuel Chan Rejón (ex judicial). En dicho lugar, Agente de la DEA acompañados de agentes de la PGR, logran la detención. Se dice en la entidad que existió un 4.º pasajero. Se habla de Irving Trigo, quien según información en el periódico Que Quintana Roo Se Entere, formaba parte de una célula de agentes de la DEA, altamente entrenados y preparados para la captura del exmandatario. Irving Trigo, empresario local de la seguridad y vigilancia, desapareció de Quintana Roo, 22 días después de haber capturado a Mario Villanueva Madrid.

## Liberación y nuevo encarcelamiento
El 20 de junio de 2007 el Juez tercero de Distrito de Procesos Penales Federal del Estado de México, ordenó su inmediata libertad al absolverlo del delito de narcotráfico. Sin embargo, ante la posibilidad de que tenga otras averiguaciones pendientes o solicitudes de extradición, no ha sido liberado aún. Mario Villanueva es solicitado por la justicia de Estados Unidos para responder a acusaciones sobre crimen organizado en relación con la introducción de cocaína a su territorio; por lo cual, al momento de ser liberado del Penal Federal del Altiplano, la Procuraduría General de la República lo volvió a aprehender y lo trasladó al Reclusorio Norte del Distrito Federal, e inició el proceso para extraditarlo a Estados Unidos, solicitado por la justicia de aquel país.
El 10 de octubre el Juzgado Primero de Distrito en Materia de Procesos Penales Federales, con sede en la Ciudad de México, determinó que procede la extradición de Mario Villanueva a Estados Unidos donde se le requiere para ser juzgado por narcotráfico; restando únicamente la autorización de la Secretaría de Relaciones Exteriores para que pueda proceder, la defensa de Mario Villanueva demandó que no sea autorizada la extradición.
El 15 de octubre, un juez otorgó una suspensión provisional para no ser extraditado a Estados Unidos, ni para ser trasladado al Penal de Máxima Seguridad del Altiplano; sin embargo, el 23 de octubre se le negó el amparo definitivo contra su extradición, y el 7 de noviembre la Secretaría de Relaciones Exteriores concedió formalmente la extradición; rechazando esta resolución, al argumentar que no puede volver a ser juzgado por un delito del que ya fue absuelto en México, el 8 de noviembre anunció que en protesta realizaría una huelga de hambre.
Simpatizantes de Mario Villanueva se movilizaron a la Capital del País desde Quintana Roo, a causa de que en su estado goza de gran simpatía debido a que durante su gestión se caracterizó por su cercanía con la población más vulnerable; cientos de personas acudieron ante el Senado de la República, la Cámara de Diputados y la Secretaría de Gobernación, e hicieran manifestaciones de apoyo al exfuncionario. Intentaron presionar lo suficiente, hasta que funcionarios excompañeros de él, aceptaran defenderlo de la extradición, situación que no sucedió.
El 4 de junio de 2008 el Segundo Tribunal Unitario del Estado de México lo condenó a 36 años y 9 meses de prisión por el cargo de narcotráfico.
Marzo de 2010 De acuerdo con la revista Contra-Línea, Mario Villanueva, utilizó el sistema financiero mexicano, para lavar al menos 100 millones de dólares, mismos que utilizó en complicidad con el exalcalde de Cancún, Rafael Lara y el exsecretario de Finanzas, Chejín Pulido. Este último, Testigo protegido de la DEA.
El Segundo Tribunal Unitario del Estado de México, revalorizó el extenso expediente de Mario Villanueva Madrid, exgobernador de Quintana Roo, y determinó reducir la sentencia de 36 años de cárcel a los que fue sentenciado inicialmente a solo 28 años, por los delitos que cometió de lavado de dinero, asociación delictuosa y otros vinculados al narcotraficante Alcides Magaña (a) "El Metro", Gilberto Garza García (a) "El Güero  Gil", Albino Quintero (a) "Don Beto" y otros pertenecientes al Cartel de Amado Carrillo El Señor de los Cielos. [24 de abril de 2010] La Suprema Corte de Justicia de la Nación, ha decidido aplazar la decisión del dictamen sobre la fecha de extradición del exfuncionario, según familiares cercanos.
El 8 de mayo de 2010 el gobierno de México lo extraditó a Estados Unidos, siendo entregado a las autoridades de ese país para ser juzgado por delitos contra la salud y asociación delictuosa en la Corte Federal del Distrito Sur de Nueva York.
En octubre de 2010, Mario Villanueva se encontró en periodo de análisis de pruebas. La corte del distrito de Manhattan, N.Y., le otorgó varias semanas más para que se analice y traduzca los cientos de libros de pruebas así como grabaciones de voz que se le hicieron cuando fue gobernador del Estado de Quintana Roo.
Finalmente la corte americana redujo su condena al comprobar que había irregularidades en su extradición, además de que había sido juzgado dos veces por el mismo delito. Años después se sembraría la duda acerca de si estas acusaciones tienen tintes políticos debido a que los vinculados en el caso como Alcides Magaña "El Metro" han sido exonerados a la fecha y el único que permanece en prisión es Villanueva.
En Quintana Roo, uno de los hijos menores de Villanueva se proclamó Presidente Municipal de la capital del Estado de Quintana Roo, para la administración 2011-2013, gracias a la simpatía que hoy por hoy goza el exmandatario con la población del estado.
En México, Villanueva Madrid, aún tiene pendiente por cumplir los 28 años a los que fue sentenciado en definitiva por Lavado de Dinero. Dicho castigo no puede ser suspendido ni permutado por libertad o caución.
3 de agosto de 2012. El exgobernador Mario Villanueva Madrid, se declara culpable ante la Corte Americana. "Sí lavé dinero del narcotráfico", declaró Villanueva ante el juez de la causa, Víctor Marrero, según publicó en sus páginas el periódico El Universal.
Según las supuestas acusaciones contra Mario Villanueva, habría lavado dinero del Cártel de Juárez junto con otros conspiradores (cuyos nombres omitió). La cantidad que aceptó haber ingresado en diversas cuentas de manera ilícita, fueron los 19 millones de dólares que ya le habría incautado el Gobierno de los Estados Unidos. Villanueva llegó a un acuerdo con la fiscalía de Manhattan, en el cual se le retiraron 13 de los 14 cargos y finaliza un proceso que inició desde su extradición el 10 de mayo de 2010. Por este cargo, Villanueva alcanzaría una pena máxima de 20 años. El juez Marrero dictaría su sentencia el día 26 de octubre del mismo año.
Medios informativos han indicado que pudo haber sido producto de una venganza política la que organizó la investigación en contra del exmandatario mexicano en Quintana Roo, México, y que para lograr su captura, consiguió contratar a un experto en la seguridad y contrainteligencia mexicana de nombre Irving Trigo, quien finalmente logró arrestar al fugitivo y entregarlo a las autoridades de la Procuraduría General de la República Mexicana y la  DEA.
El encargado de la DEA en el Consulado de Mérida Yucatán, Jaime Camacho, fue el que organizó y planeo la estrategia para conseguir contratar a Trigo Segarra, quien de acuerdo con informes de la PGR Procuraduría General de la República PGR de México, logró infiltrarse en dicha organización criminal, obteniendo informes financieros, nombres de los involucrados y llevando a cabo una tarea de inteligencia por casi dos años, en los cuales reunió toda clase de evidencia, que hoy fue parte importante en la negociación del exmandatario con las autoridades de Estados Unidos.
La Procuraduría General de la República PGR informa del retorno a México del exgobernador Mario Villanueva Madrid el 18 de enero de 2017. Es ingresado en la Cárcel de Máxima Seguridad en Morelos denominada CEFEREPSI, prisión para enfermos mentales. PGR informa que Villanueva Madrid fue declarado culpable de Lavado de Dinero en Estados Unidos, lugar donde no pudo acreditar la procedencia de 19 Millones de dólares que hizo llegar a la Unión Americana mediante diversas transacciones bancarias, utilizando para ello a una empleada de la empresa Lehman Brothers, de nombre Consuelo Márquez. Todo este dinero fue decomisado en el vecino país y el exfuncionario se declaró culpable del delito de lavado de dinero. Villanueva aseguró ante jueces americanos que dicho dinero fue en agradecimiento por el apoyo brindado a las Células del Narcotráfico del Cártel de Juárez que operaban en Quintana Roo y ante la imposibilidad de poder usar esas cantidades en México decidió enviarlo a Estados Unidos y así poder utilizarlo en forma posterior. Según fuentes de la PGR el exgobernador será sentenciado en breve por una magistrado en México a una sentencia definitiva por 22 años y 11 meses que tiene pendientes por cumplir. Dicha pena ya no puede ser cambiada puesto que fue una conclusión definitiva.
21 de marzo de 2017. De acuerdo a información del periódico Excelsior Elementos de la Agencia de Investigación Criminal (AIC) trasladaron a Mario Ernesto Villanueva Madrid, al Centro Federal de Rehabilitación Psicosocial (CEFEREPSI), ubicado en el municipio de Ayala, Morelos. La Procuraduría General de la República (PGR) informó que en ese lugar quedó internado en atención a su estado de salud y garantizando el pleno respeto a sus derechos humanos, luego de su reaprehensión y revisión médica en el hangar de la dependencia.
Autoridades migratorias de Estados Unidos repatriaron a Villanueva Madrid, quien fue recibido en la Terminal 2 del Aeropuerto Internacional de la Ciudad de México por personal de la Agencia de Investigación Criminal, adscrito a Interpol México, y del Instituto Nacional de Migración.
Esta acción se realizó con todas las medidas necesarias para salvaguardar la integridad física del exmandatario de Quintana Roo, considerando su estado de salud en el marco del pleno respeto a los derechos humanos.
En un comunicado, la PGR detalló que el traslado a territorio nacional se realizó este miércoles en el aeropuerto capitalino, donde arribó el vuelo PRIM de las autoridades estadounidenses para su internamiento a suelo mexicano.
Detalló que en contra de esta persona está pendiente una sentencia condenatoria de 22 años de cárcel emitida en segunda instancia dentro del proceso penal 101-2003 del Juzgado Tercero de Distrito de Proceso Penales Federales en el Estado de México.
Esto por la comisión de los delitos contra la salud y lavado de dinero, en la modalidad de colaborar al fomento para posibilitar la ejecución de ilícitos de esta índole, siendo calificado por cometerlo un servidor público encargado de prevenirlos y denunciarlos.
En 2008, Villanueva fue sentenciado a 36 años y 9 meses por distintos cargos de narcotráfico. Tras múltiples apelaciones y amparos, la pena se redujo a 22 años y 7 meses. Sin embargo, no llegó a cumplirla, pues fue extraditado a Estados Unidos en 2010.
Villanueva Madrid se declaró "culpable" del delito de lavado de dinero y la Corte Federal de Distrito en el Sur de Nueva York le impuso una sentencia de 131 meses de prisión, acreditándosele el tiempo que estuvo detenido en México antes de su extradición, que fue de nueve años.
La revista Contralínea publicó, el 28 de marzo de 2010, una investigación del periodista José Réyez, acerca de que el exgobernador Mario Villanueva Madrid envió millones de dólares a Estados Unidos.
Todas las cuentas eran en beneficio o utilizadas por Mario y Luis Ernesto Villanueva. Para evitar que esos fondos fueran rastreados y se localizara su origen ilícito, tuvieron la asistencia de Consuelo Márquez que, en su calidad de representante registrada de Serfin Securities y Lehman Brothers, coordinó el establecimiento de esas cuentas off-shore.
Algunas cuentas estaban a nombre de Carlos Patiño, Brígida Patiño y Felipe Patiño, que Consuelo Márquez abrió utilizando información falsa de los beneficiarios. Abrió otra cuenta en Banamex, Inc., en Nueva York, a nombre de Lehman Brothers Private Clients Services, sin conocimiento de Lehman Brothers. Otra más, abierta en esa firma, a nombre de Bank One Investment Management and Trust Group, que utilizó Consuelo Márquez para depositar los recursos procedentes del narcotráfico como una cuenta temporal antes de transferir sus fondos a otras cuentas.
Como resultado de este esquema de lavado de dinero, Consuelo Márquez –por instrucciones de Mario y Luis Villanueva– coordinó una serie de transferencias de millones de dólares procedentes de las operaciones del narcotráfico a través de Lehman Brothers, que se transferían a la tercera cuenta de Banamex. Así como las transferencias de la mayoría de estos fondos a Lehman Brothers que se depositaban por último a la cuenta de Felipe Patiño –que Consuelo abrió días después de la desaparición de Mario Villanueva–. Ese esquema de lavado llevó dinero también a una cuenta de Banamex en Nasáu, Bahamas, y a una cuenta a nombre de Intercontinental Asset Management, en San Antonio, Texas. 

### Las cuentas claves y la conspiración
Consuelo Márquez y Sylvia Aubouchon manejaron el dinero de Mario Villanueva y de otros clientes como brokers (agentes de bolsa) de distintos bancos extranjeros, lo cual les permitió llevar recursos a sus cuentas en común de dinero que operaban y transferir recursos a sus cuentas personales, todo sin que los verdaderos dueños del dinero se enteraran. Al final las noticias en Estados Unidos informaron que los acuerdos arreglados en corte en Manhattan, consistían en la entrega voluntaria de todo el dinero llevado a Estados Unidos de manera ilegal, a cambio se le reduciría la pena a Villanueva Madrid. Por este motivo el exfuncionario del Partido Revolucionario Institucional (PRI) hubo preferido declararse culpable de lavado de dinero y le desaparecerían los demás delitos acortando el tiempo en cortes, y permaneciendo más tiempo encarcelado. 
El 10 de junio de 2020, tras la entrada en vigor de una nueva política de amnistía, se le permite continuar su sentencia en arresto domiciliario. Esta medida, con el propósito de evitar que su salud se vea comprometida debido a la contingencia sanitaria por COVID-19.

## Creación de la Comisión Especial
Los diputados del Congreso del estado han aprobado la conformación de una Comisión Especial y Temporal para atender la petición efectuada por el ciudadano Mario Ernesto Villanueva Madrid, quien a través de familiares y amigos pidió al Poder Legislativo intervenga para que la Comisión Nacional de Derechos Humanos (CNDH), le promueva un proceso apegado a derecho y trato humanitario; informó un boletín de la XIII legislatura. https://sipse.com/novedades/aprueba-congreso-comision-especial-en-apoyo-a-mario-villanueva-madrid-23191.html
El Congreso de Quintana Roo aprobó el informe de la Comisión Especial y Temporal para la Atención de la Petición efectuada por Mario Ernesto Villanueva Madrid, el cual concluye que el exgobernador es inocente. https://www.milenio.com/policia/quintana-roo-congreso-aprueba-gobernador-libre
El informe de la Comisión Especial concluyó además que a Villanueva Madrid se le consignó, encarceló y condenó con base en hechos falsos contenidos en declaraciones de testigos protegidos de la PGR; además de evidenciar que la falta de pruebas para la consignación y condena, así como el uso de pruebas ilícitamente obtenidas, permitió crear un expediente penal producto de una venganza política. https://www.elsoldemexico.com.mx/mexico/justicia/congreso-de-quintana-roo-considera-inocente-a-exgobernador-mario-villanueva-3660300.html